# Arnold Cruz
Arnold Javier Cruz Argueta (El Progreso, Yoro, 22 de diciembre de 1970) es un exfutbolista y entrenador de fútbol hondureño. Arnold Cruz sobresalió en su etapa de futbolista al ser el tercer jugador más caro del futbol mexicano en 1995 y el primer hondureño en jugar en la liga MLS en 1997 Archivado el 31 de enero de 2022 en Wayback Machine..Además de ser parte del equipo Olimpia que clasificó al mundial de clubes en 2001 y no se pudo realizar.
Arnold Cruz fue asistente técnico de la selección de fútbol de Honduras en dos ocasiones, la primera fue junto al Costarricense Hernán Medford en 2014 y las segunda con el uruguayo Fabián Coito desde 2019-2021.

## Trayectoria como jugador

### Como jugador
Jugó en dos de las ligas más fuertes del continente americano: Primera División de México y Primera División de Argentina. Arnold Cruz inició su carrera profesional en el año 1989 con Olimpia donde permaneció hasta 1995. Durante su paso en México jugó para los clubes Correcaminos de la UAT (1994-1995), Deportivo Toluca (1995-1996) y Atlético Morelia (1996-1997). En el fútbol estadounidense recaló en los clubes D.C. United (1997 y San Jose Earthquakes (1998). A su regreso a Honduras jugó para Platense (1998) y  Olimpia (1999). En 2000 llega al fútbol argentino para jugar con el Chacarita Juniors. Regresó nuevamente a Honduras seis meses después para enrolarse con el Olimpia una vez más (2000-2001) y luego recaló en el Broncos UNAH (2001). De 2002 hasta su retiro en 2008 jugó para los clubes Cartaginés de Costa Rica (2002-2003), Águila de El Salvador (2004-2005), Olimpia (2005-2007) y Platense (2007-2008).

#### Selección nacional
Fue internacional con la Selección de fútbol de Honduras en 50 ocasiones y anotó 3 goles con ella. Su debut se dio en mayo de 1991 en la ronda preliminar de la Copa UNCAF 1991 ante Panamá y su última aparición fue en junio de 2003 en un partido amistoso ante Venezuela.

##### Goles internacionales
| #  | Fecha                    | Lugar                                               | Rival                        | Marcador | Resultado | Competición                |
| -- | ------------------------ | --------------------------------------------------- | ---------------------------- | -------- | --------- | -------------------------- |
| 1. | 22 de septiembre de 1992 | Estadio Nacional, Tegucigalpa, Honduras             | Jamaica                      | 4–1      | 5–1       | Amistoso                   |
| 2. | 17 de noviembre de 1996  | Estadio Francisco Morazán, San Pedro Sula, Honduras | San Vicente y las Granadinas | 3–0      | 11–3      | Eliminatorias Francia 1998 |
| 3. | 20 de agosto de 2000     | Nueva York, Estados Unidos                          | Haití                        | 2–0      | 4–0       | Amistoso                   |

### Como entrenador
En 2008 comenzó siendo asistente técnico de Nahúm Espinoza en el Club Deportivo Platense. Luego en 2013 fue nombrado entrenador del Jaguares de UPNFM de la Liga de Ascenso de Honduras.

## Clubes

### Como jugador
| Club              | País           | Año         |
| ----------------- | -------------- | ----------- |
| Olimpia           | Honduras       | 1989 - 1994 |
| Correcaminos      | México         | 1994 - 1995 |
| Toluca            | México         | 1995 - 1996 |
| Atlético Morelia  | México         | 1996 - 1997 |
| D.C. United       | Estados Unidos | 1997        |
| San Jose Clash    | Estados Unidos | 1998        |
| Platense          | Honduras       | 1998        |
| Olimpia           | Honduras       | 1999        |
| Chacarita Juniors | Argentina      | 2000        |
| Olimpia           | Honduras       | 2000 - 2001 |
| Club Universidad  | Honduras       | 2001        |
| Cartaginés        | Costa Rica     | 2002 - 2003 |
| Águila            | El Salvador    | 2004 - 2005 |
| Olimpia           | Honduras       | 2005 - 2007 |
| Platense          | Honduras       | 2007 - 2008 |

### Como entrenador
| Club     | País     | Año         |
| -------- | -------- | ----------- |
| Jaguares | Honduras | 2013 - 2014 |

### Como asistente técnico
| Club                  | País     | Año    |
| --------------------- | -------- | ------ |
| Platense              | Honduras | 2008   |
| Selección de Honduras | Honduras | 2014   |
| Selección de Honduras | Honduras | 2019 - |